# Anthony Jones
Anthony Hamilton Jones (Washington D. C., 13 de septiembre de 1962) es un exjugador de baloncesto estadounidense que disputó 3 temporadas en la NBA, además de jugar en la USBL, la WBL y la Liga Italiana. Con 1,98 metros de estatura, jugaba en la posición de escolta.

## Trayectoria deportiva

### Universidad
Tras participar en 1981, en su época de high school en el prestigioso McDonald's All American, jugó durante dos temporadas con los Hoyas de la Universidad de Georgetown, siendo transferido en 1983 a los Rebels de la Universidad de Nevada, Las Vegas, donde jugó otras dos temporadas.  En total promedió 11,7 puntos y 4,1 rebotes por partido.

### Profesional
Fue elegido en la vigésimo primera posición del Draft de la NBA de 1986 por Washington Bullets, donde tras dos meses de competición e los que apenas contó para su entrenador, fue despedido. Jugó entonces brevemente en la USBL y la WBL, hasta ser llamado por los San Antonio Spurs, con quienes firmó en un principio un contrato por diez días, que fue ampliado hasta final de la temporada. Allí jugó sus mejores partidos en la NBA, promediando en total 5,8 puntos y 1,9 rebotes por partido.
En la temporada 1988-89 ficha como agente libre por los Chicago Bulls, donde únicamente juega 8 partidos antes de ser cortado, firmando dos meses después por Dallas Mavericks, donde jugaría temporada y media, pero siempre como uno de los últimos hombres del banquillo. Al año siguiente se va a jugar al Libertas Livorno de la Liga Italiana, donde en su única temporada promedió 15,3 puntos y 4,5 rebotes por partido. Acabó su carrera profesional en el Tampa Bay Windjammers de la USBL

## Estadísticas de su carrera en la NBA

### Temporada regular
| Temp.   | Edad | Equipo      | Liga | P   | TIT | MIN  | TC  | TCA | %TC  | 3P  | 3PA | %3P  | TL  | TLA | %TL   | R.OF. | R.DEF. | REB | ASIS | ROB | TAP | PER | FP  | PTS |
| 1986-87 | 24   | TOTAL       | NBA  | 65  | 4   | 13.2 | 2.0 | 5.0 | .413 | 0.1 | 0.3 | .350 | 0.8 | 1.0 | .769  | 0.6   | 1.0    | 1.6 | 1.1  | 0.6 | 0.3 | 0.8 | 1.2 | 5.0 |
| 1986-87 | 24   | Washington  | NBA  | 16  | 1   | 7.1  | 0.9 | 2.1 | .424 | 0.0 | 0.1 | .000 | 0.6 | 0.8 | .692  | 0.1   | 0.5    | 0.6 | 0.4  | 0.6 | 0.1 | 0.7 | 0.7 | 2.3 |
| 1986-87 | 24   | San Antonio | NBA  | 49  | 3   | 15.2 | 2.4 | 5.9 | .412 | 0.1 | 0.4 | .368 | 0.8 | 1.1 | .788  | 0.8   | 1.1    | 1.9 | 1.3  | 0.7 | 0.4 | 0.8 | 1.4 | 5.8 |
| 1988-89 | 26   | TOTAL       | NBA  | 33  | 0   | 5.9  | 0.9 | 2.4 | .367 | 0.1 | 0.5 | .250 | 0.4 | 0.5 | .875  | 0.4   | 0.4    | 0.8 | 0.5  | 0.3 | 0.1 | 0.2 | 0.6 | 2.3 |
| 1988-89 | 26   | Chicago     | NBA  | 8   | 0   | 8.1  | 0.6 | 1.9 | .333 | 0.0 | 0.1 | .000 | 0.3 | 0.3 | 1.000 | 0.5   | 0.5    | 1.0 | 0.5  | 0.3 | 0.1 | 0.1 | 0.9 | 1.5 |
| 1988-89 | 26   | Dallas      | NBA  | 25  | 0   | 5.2  | 1.0 | 2.6 | .375 | 0.2 | 0.6 | .267 | 0.5 | 0.6 | .857  | 0.4   | 0.4    | 0.8 | 0.5  | 0.4 | 0.1 | 0.2 | 0.5 | 2.6 |
| 1989-90 | 27   | Dallas      | NBA  | 66  | 0   | 9.8  | 1.1 | 2.9 | .371 | 0.1 | 0.2 | .308 | 0.7 | 1.0 | .681  | 0.5   | 0.7    | 1.2 | 0.4  | 0.5 | 0.2 | 0.6 | 1.2 | 3.0 |
| Total   |      |             | NBA  | 164 | 4   | 10.4 | 1.4 | 3.6 | .393 | 0.1 | 0.3 | .306 | 0.7 | 0.9 | .740  | 0.5   | 0.8    | 1.3 | 0.7  | 0.5 | 0.2 | 0.6 | 1.1 | 3.6 |

### Playoffs
| Temp.   | Edad | Equipo | Liga | P | MIN | TCA | TC | 3PA | 3P | TLA | TL | R.OF. | REB | ASIS | ROB | TAP | PER | FP | PTS | %TC | %3P | %FT | MIN | PTS | REB | AST |
| 1989-90 | 27   | Dallas | NBA  | 1 | 3   | 0   | 0  | 0   | 0  | 0   | 0  | 0     | 0   | 0    | 0   | 0   | 0   | 0  | 0   |     |     |     | 3.0 | 0.0 | 0.0 | 0.0 |
| Total   |      |        | NBA  | 1 | 3   | 0   | 0  | 0   | 0  | 0   | 0  | 0     | 0   | 0    | 0   | 0   | 0   | 0  | 0   |     |     |     | 3.0 | 0.0 | 0.0 | 0.0 |